# Acyloïnecondensatie
De acyloïnecondensatie is een organische reactie waarbij 2 esters met metallisch natrium reductief gekoppeld worden tot een acyloïne:
De reactie verloopt het vlotst wanneer de R-groep een niet-reactieve alkylgroep is. Om tot een condensatie te komen moet de reactie uitgevoerd worden in een aprotisch oplosmiddel met een hoog kookpunt, zoals benzeen of tolueen. Indien in een protisch oplosmiddel, zoals ethanol of mierenzuur, wordt gewerkt treedt een Bouveault-Blanc-reductie van de esters op en geen condensatie. Een acyloïnecondensatie kan ook intramoleculair worden uitgevoerd, afhankelijk van de grootte van de ring. Zesringen worden het vlotst gevormd, kleine en zeer grote ringen veel moeizamer. Deze intramoleculaire variant wordt de Prelog-Stoll-cyclisatie genoemd:

## Reactiemechanisme
In een eerste stap treedt een reductie van de carbonylgroep door natrium op tot een radicalair alkoxide. Twee gereduceerde esters kunnen nu koppelen met elkaar tot een dialkoxide. Hervorming van de carbonylgroep stoot de alkoxidegedeelten van de oorspronkelijke esters uit, waardoor een 1,2-diketon ontstaat. De ontstane carbonylgroepen worden opnieuw gereduceerd door natrium, met vorming van een dubbel enolaat. Protonering van dit enolaat leidt tot vorming van een dubbel enol, dat tautomeriseert tot het acyloïne.

## Rühlmann-variant
Ter verhoging van de reactieopbrengst kan trimethylchloorsilaan worden gebruikt als afvangreagens voor het dubbel enolaat. Dit wordt de Rühlmann-variant genoemd. Hierdoor wordt de concurrerende reactie, de Dieckmann-condensatie, drastisch teruggedrongen.
{\displaystyle \mathrm {(CH_{3})_{3}SiCl+NaOR\longrightarrow (CH_{3})_{3}Si{-}OR+NaCl} }